# NGC 3905
NGC 3905 је спирална галаксија у сазвежђу Пехар која се налази на NGC листи објеката дубоког неба.
Деклинација објекта је - 9° 43' 44" а ректасцензија 11h 49m 4,9s. Привидна величина (магнитуда) објекта NGC 3905 износи 12,8 а фотографска магнитуда 13,6. NGC 3905 је још познат и под ознакама MCG -1-30-35, IRAS 11465-0927, PGC 36909.